# Loubaresse (Cantal)
Loubaresse é uma ex-comuna francesa na região administrativa de Auvérnia-Ródano-Alpes, no departamento de Cantal. Estendeu-se por uma área de 27,87 km². Em 2010 a comuna tinha 1 012 habitantes (densidade: 36,3 hab./km²).
Em 1 de janeiro de 2016 foi fundida com as comunas de Faverolles, Saint-Just e Saint-Marc para a criação da nova comuna de Val-d'Arcomie.